# Székely nyúl
A székely nyúl (románul: iepure secuiesc) egy romániai házi nyúl fajta, mely kitenyésztését 2010-ben kezdték, és 2016-ban vették fajtajegyzékbe. Ellenálló, igénytelen fajta, testtömege 5–6 kg között mozog, jellemzője a hamuszürke (sallander) szín és annak változatai.
A harmadik hivatalosan elismert romániai fajta az erdélyi óriásnyúl és a kolozsvári nyúl után.

## Története
A székely nyúl eredete a csíkpálfalvi Rákossy Zsigmond állatorvos nevéhez köthető, aki a kolozsvári állatorvosi egyetemen írt államvizsga-dolgozata kapcsán fogott hozzá kitenyésztéséhez. Célja az volt, hogy egy környezetére igénytelen, betegségekkel szemben ellenálló, jó vágási arányú, és ugyanakkor tetszetős állatot hozzon létre. Elnevezése ellenére ősei között nem voltak romániai vagy magyarországi fajták: felmenői között megtalálható az óriás kosorrú, továbbá francia és holland nyulak is, bár a helyi házi nyúl génjeiből is örökített.
Fajtaalapítója egy 2010-ben, Csíkszentmártonban született sallander színű baknyúl, egyszerű parlagi nyulak ivadéka. A bakot parlagi nőstény nyulakkal pároztatták, majd az utódokkal rokontenyésztést folytatva kiválogatták a sallander színű egyedeket, melyekkel lefektették a fajta alapjait. Az anatómiai felépítés és a vágási arány javításának céljából a későbbiekben óriás kosorrú, kaliforniai, fekete hycole és nagy csincsilla nyúl bakokat is felhasználtak a keresztezésekhez.
A székely nyulat 2011-ben jegyezte be a román mezőgazdasági minisztérium, 2016-ban pedig hivatalosan is elismerték új fajtának. 2018 elején közel ezer példányt tartottak nyilván, ezek nagy része Hargita és Kovászna megyékben volt. 2018 novemberében székely nyulak Európa-bajnokságon is díjakat nyertek.

## Jellemzői
A standard szerint a test enyhén megnyúlt, széles, hengeres. A nyak rövid és erős, a mellkas széles, a hát izomzata jól fejlett, a lábak hosszúsága közepes. Az összkép egy erőteljes, de nem darabos, durva állat. A fej finom vonalú, a homlok széles, a nemi dimorfizmus jól megfigyelhető. Középtestű, az elfogadott testtömeg 4 és 6,5 kilogramm között van, ideálisnak 5 kg felett számít.
A szőrzet hosszúsága közepes, a fedőszőr sötétszürke, az aljszőrzet fehér. A sallander (hamuszürke) színen kívül elfogadott változat a havanna sallander és a kék sallander is. Fejét egy sötétebb színű maszk övezi, emellett a fülek, végtagok, farok, hasalj is sötétebb árnyalatú. A test két oldalán és a combokon egy-egy sötétebb sáv fut végig. A sallander változat szemei sötétszürkék, a havanna sallander és a kék sallander nyulak szeme pedig kék.